# Peperomia copelandii
Peperomia copelandii är en pepparväxtart som beskrevs av Eduardo Quisumbing y Argüelles. Peperomia copelandii ingår i släktet peperomior, och familjen pepparväxter. Inga underarter finns listade i Catalogue of Life.